# Manuela Tender
Maria Manuela Pereira Tender (Valpaços, 9 de fevereiro de 1971) é uma professora e política portuguesa. Desempenhou as funções de deputada à Assembleia da República, pelo CHEGA e presidente da comissão de Educação e Ciência na Assembleia da República. Foi, anteriormente, deputada à Assembleia da República na XII e XIII legislaturas pelo Partido Social Democrata, eleito pelo círculo eleitoral de Vila Real.
No final de 2018, esteve envolvida na polémica dos “deputados com presenças-fantasma”, e foi notícia no Correio da Manhã devido às suspeitas que levantou o facto de ter participado como vereadora em reuniões da Câmara Municipal de Chaves e nos mesmos dias ter marcado presença em reuniões plenárias da Assembleia da República, em Lisboa.
Foi deputada na Assembleia Municipal de Chaves, entre 2009 e 2017. Foi também vereadora na Câmara Municipal de Chaves, entre 2017 e 2021.
Desfiliou-se do PSD em janeiro de 2020, depois de ter sido afastada das listas para as eleições legislativas de 2019. Filiou-se no partido CHEGA, em 2021, sendo cabeça de lista pelo Distrito de Vila Real nas eleições legislativas de 2022, não tendo sido eleita. Em 2024, foi anunciada, novamente, como cabeça de lista pelo Distrito de Vila Real nas eleições legislativas de 2024, sendo uma dos cinco antigos e atuais deputados do PSD que concorrem pelo CHEGA.
A 10 de março de 2024, foi eleita deputada à Assembleia da República pelo CHEGA, pelo círculo eleitoral de Vila Real.